# Klaus Händl
Pour les articles homonymes, voir Handl.
Klaus Händl, nom d'artiste Händl Klaus, né le 17 septembre 1969 à Rum (Autriche), est un écrivain, réalisateur et dramaturge autrichien.

## Filmographie partielle

### Comme scénariste et réalisateur

#### Au cinéma
- 2008 : März (Tomcat - aussi producteur)
- 2016 : Kater (March)

### Comme acteur

#### Au cinéma
- 1991 : Fahrt in die Hauptstadt
- 1993 : Probefahrt ins Paradies : Pirmin
- 1994 : Zapping
- 1994 : 71 Fragments d'une chronologie du hasard (71 Fragmente einer Chronologie des Zufalls) de Michael Haneke : Gerha
- 1999 : Requiem für eine romantische Frau : Heinrich Manne
- 1999 : Inter-View
- 2000 : Heimkehr der Jäger
- 2000 : Der Überfall : Herbert Bacher
- 2001 : Nachtfalter : Herr Kefer
- 2001 : La Pianiste de Michael Haneke
- 2001 : Zwei im Frack : Priester
- 2001 : Invincible : Joseph Goebbels
- 2003 : Märchenprinz
- 2005 : Sophie Scholl - Die letzten Tage : Lohner
- 2006 : Klimt de Raoul Ruiz : serveur du Ritz

#### À la télévision
- 2004 : Imperium : Nerone de Paul Marcus : (téléfilm)